# Ayen
Ayen település Franciaországban, Corrèze megyében. Lakosainak száma 712 fő (2022. január 1.). Ayen Louignac, Perpezac-le-Blanc, Rosiers-de-Juillac, Saint-Bonnet-la-Rivière, Saint-Cyprien, Saint-Robert, Segonzac és Vars-sur-Roseix községekkel határos.

## Népesség
A település népességének változása:
| Lakosok száma | 733  | 704  | 682  | 686  | 726  | 729  | 714  | 701  | 703  | 712  |
|               | 1968 | 1982 | 1990 | 2006 | 2013 | 2015 | 2017 | 2019 | 2020 | 2022 |